# Большой спор (телепередача)
Большой спор — развлекательная программа «Первого канала», которая выходила в эфир с февраля 2006 по июль 2007 года. Ведущий — Дмитрий Нагиев.
Программа являлась русским аналогом немецкой телепередачи «Wetten, dass..?», которую изобрёл Франк Эльстнер в 1981 году для канала ZDF.

## О программе
Идея создания данной программы возникла ещё в 2003 году. На роль ведущего пробовался Геннадий Хазанов, но снял свою кандидатуру, и ведущим был выбран Дмитрий Нагиев. Суть программы состоит в заключении пари: участник программы утверждает, что он может за определённое время сделать что-то особенное: спортивное, интеллектуальное и тому подобное. Его цель — выиграть спор.
Другой участник — знаменитый гость, который сидит в студии на диване. Он должен угадать, сможет ли участник это сделать или нет. Если знаменитость угадала, то всё в порядке. Если нет — то ей предстоит наказание, которое она определяет вслепую случайным образом, выбирая один из трех предложенных конвертов. Эти наказания часто имеют физический базис. Одним из самых мягких наказаний было у Михаила Боярского, который спорил сам с собой: ему предстояло всю программу провести, не сказав ни слова.

### Большой спор
В каждой программе имел место так называемый Большой спор. Он заключался в начале и разрешался в конце эфира. В нём против знаменитости состязалась группа людей, которым на выполнение задания отделялось все время записи выпуска программы. Люди, заключившие Большой спор, действовали за пределами студии, и ведущий в течение эфира периодически с ними связывался. Примеры Больших споров: найти иголку в стоге сена; зимой на открытой местности создать «летний» сад с помощью искусственных газонов и другой атрибутики, оркестру, состоящему из незнакомых ранее музыкантов, под руководством Игоря Матвиенко отрепетировать и слаженно сыграть мелодию.
Единственным участником, бросившим вызов самому себе, был Михаил Боярский. Суть спора: десять групп музыкантов духового оркестра играют одновременно каждая свою композицию. Боярский должен был, останавливая игру музыкантов, назвать каждую мелодию, при этом он имел право остановить игру только 3 раза. Исполнявшие угаданную мелодию музыканты прекращали играть. В результате Боярский назвал около половины композиций, проиграв спор, за что «поплатился» молчанием в течение всей программы.

## Критика
Программа была негативно встречена многими телекритиками и телезрителями. Екатерина Сальникова:

«Помпезностью и ориентацией на массовые вкусы в самом примитивном варианте «Большой спор…» побивает все рекорды. Похоже на инсценировку-экранизацию Книги рекордов Гиннесса. Одно нелепое пари сменяется другим, еще более нелепым. Один отрепетированный аттракцион сменяется другим. Их участники наглядно доказывают якобы удивительные вещи, которые способны заинтересовать только тех, кому в этой жизни совсем нечем заняться в свободное время.<...>  При всех претензиях на здоровый юмор и при всей видимой громоздкости «Большой спор…» напоминает нечто печально нелепое, как хохот без улыбки, и неощутимо бестелесное, как улыбка без кота...»
Антонина Крюкова:

...«Происходит нечто бессмысленное, глупое и необязательное – дешёвое по своему замыслу представление, в которое по ту сторону экрана втянуты участники шоу – известные, уважаемые люди вроде таких актрис, как Римма Маркова или Валентина Талызина, а по эту – мы с вами, зрители, вынужденные смотреть на то, как телевидение опять пытается нас развеселить. Точнее – задурить голову, выдавая свой невменяемый продукт за едва ли не высшее на сегодня достижение креативной мысли. Причем ничего придумывать не надо было: шоу-то, как и большинство игровых проектов нашего телевидения, лицензионное, купленное опять же за немалые деньги. Надо только адаптировать его к нашим реалиям, интересам, традициям и так далее, чтобы оно не выглядело ещё более бессмысленным, чем есть на самом деле. Но даже и готовый проект на «Первом канале» не удосужились превратить в смешное и занимательное зрелище, способное захватить зрителей так, что длинные два часа, пока оно идёт, пролетели бы незаметно...»